# Delchev Peak
Il Delchev Peak (in lingua bulgara: Делчев връх, Deltchev vrach) con i suoi circa 940 m di altezza è la vetta più elevata del Delchev Ridge dei Monti Tangra, nella parte orientale dell'Isola Livingston, nelle Isole Shetland Meridionali, in Antartide.
Il picco sormonta il Ghiacciaio Iskar a ovest, il Sopot Ice Piedmont a nord, e il Ghiacciaio Ropotamo a sud.
La denominazione è stata assegnata in associazione con quella della dorsale cui appartiene, il Delchev Ridge, in onore di Goce Delčev (1872-1903), leader del movimento bulgaro di liberazione in Macedonia.

## Localizzazione
Il picco è posizionato alle coordinate 62°38′29″S 59°55′58″W, 7,2 km a est-nordest del Great Needle Peak (in lingua spagnola denominato Falsa Aguja), 3,2 km a sudest del Rila Point e 7,6 km a ovest-sudovest del Renier Point.

## Mappe
- L.L. Ivanov et al. Antarctica: Livingston Island and Greenwich Island, South Shetland Islands. Scale 1:100000 topographic map. Sofia: Antarctic Place-names Commission of Bulgaria, 2005.
- L.L. Ivanov. Antarctica: Livingston Island and Greenwich, Robert, Snow and Smith Islands. Scale 1:120000 topographic map.  Troyan: Manfred Wörner Foundation, 2009.  ISBN 978-954-92032-6-4
- Antarctic Digital Database (ADD). Scale 1:250000 topographic map of Antarctica. Scientific Committee on Antarctic Research (SCAR). Since 1993, regularly upgraded and updated.
- L.L. Ivanov. Antarctica: Livingston Island and Smith Island. Scale 1:100000 topographic map. Manfred Wörner Foundation, 2017. ISBN 978-619-90008-3-0